# Goryphus albatus
Goryphus albatus är en stekelart som först beskrevs av Tosquinet 1903.  Goryphus albatus ingår i släktet Goryphus och familjen brokparasitsteklar. Inga underarter finns listade i Catalogue of Life.